# Synagoge (Kráľovský Chlmec)

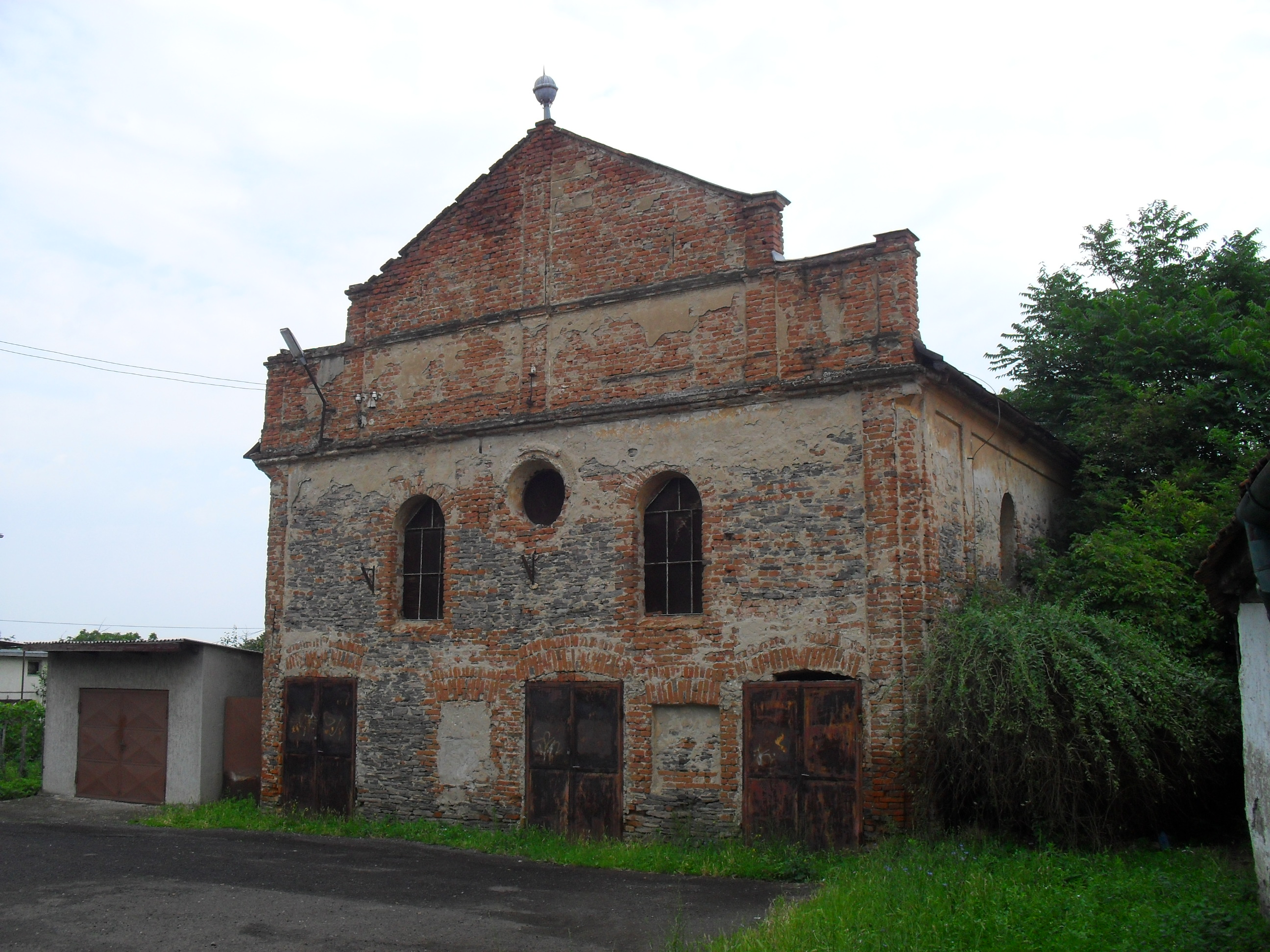
Synagoge in Kráľovský Chlmec (2010)

Die Synagoge in Kráľovský Chlmec, einer slowakischen Stadt im Bezirk Trebišov, wurde 1850 im Stil des Historismus errichtet. Das profanierte Synagoge an der Štefánikova 78 steht leer und bedarf einer dringenden Renovierung.